# Prosenoides haustellata
Prosenoides haustellata är en tvåvingeart som först beskrevs av Townsend 1927.  Prosenoides haustellata ingår i släktet Prosenoides och familjen parasitflugor. Inga underarter finns listade i Catalogue of Life.